# Xã Graceville, Quận Big Stone, Minnesota
Xã Graceville (tiếng Anh: Graceville Township) là một xã thuộc quận Big Stone, tiểu bang Minnesota, Hoa Kỳ. Năm 2010, dân số của xã này là 197 người.